# Cmentarz Wostriakowski
Cmentarz Wostriakowski w Moskwie (ros. Востряковское кладбище) – nekropolia położona w południowo-zachodniej części Moskwy, w rejonie Tropariowo-Nikulino. Jego nazwa pochodzi od niedalekiej stacji kolejowej Wostriakowo (w latach 2010–2020 stacja Skołkowo, od 2020 stacja Mieszczerskaja).
Nekropolia pn. Nowy cmentarz żydowski została założona w latach 30. XX wieku obok istniejącego już cmentarza. Miała ona zastąpić likwidowany Dorogomiłowski cmentarz żydowski, z którego wielu pochowanych zostało ekshumowanych na Cmentarz Wostriakowski. Najstarsze znane pochówki zostały odnotowane w 1932. Po włączeniu terenu do Moskwy w 1960 obszar kirkutu uległ rozszerzeniu do obwodnicy. W 2017 został on powiększony o kolejne 5,8 ha przeznaczone wyłącznie na pochówki wyznawców judaizmu.
Ulica Borowskoje szosse dzieli nekropolię na dwie części: północną i większą tzw. centralną, na której znajduje się siedziba administracji oraz zbudowana w latach 1996–2000 i poświęcona w 2001 cerkiew pw. św. Jana Chrzciciela. Na cmentarzu znajduje się zbiorowa mogiła i pomnik 1200 żołnierzy Armii Czerwonej zmarłych w moskiewskich szpitalach podczas II wojny światowej, niewielka synagoga i największe w Moskwie kolumbarium.
Do najbardziej znanych osób pochowanych na Cmentarzu Wostriakowskim należą laureat pokojowej Nagrody Nobla, fizyk i dysydent Andriej Sacharow, jego żona i współpracowniczka Jelena Bonner oraz wokalista Iosif Kobzon.